# Kuppersjön
Kuppersjön är en sjö i Tingsryds kommun i Småland och ingår i Mörrumsåns huvudavrinningsområde. Sjön är 7,3 meter djup, har en yta på 0,321 kvadratkilometer och är belägen 134 meter över havet. Vid provfiske har abborre, braxen, mört och sarv fångats i sjön.

## Delavrinningsområde
Kuppersjön ingår i det delavrinningsområde (625626-143068) som SMHI kallar för Ovan Bjällerbäcken. Medelhöjden är 135 meter över havet och ytan är 11,16 kvadratkilometer. Räknas de 191 avrinningsområdena uppströms in blir den ackumulerade arean 3 194,15 kvadratkilometer. Avrinningsområdets utflöde Mörrumsån (Åbyån) mynnar i havet. Avrinningsområdet består mestadels av skog (68 procent) och öppen mark (18 procent). Avrinningsområdet har 0,4 kvadratkilometer vattenytor vilket ger det en sjöprocent på 3,6 procent. Bebyggelsen i området täcker en yta av 0,35 kvadratkilometer eller 3 procent av avrinningsområdet.